# شانه‌سرخ‌ها
شانه‌سرخ‌ها (نام علمی: Euchrepomis) نام یک سرده از تیره مورچه‌مرغ است.